# Hartley, cœurs à vif (série télévisée, 2022)
Production
Diffusion
Chronologie
Hartley, cœurs à vif
Hartley, cœurs à vif (Heartbreak High) est une série télévisée australienne créée par Hannah Carroll Chapman, Ben Gannon et Michael Jenkins, et diffusée depuis le 14 septembre 2022 sur Netflix.
Il s'agit d'un remake de la série Hartley, cœurs à vif, diffusée dans les années 1990.

## Synopsis
Des élèves de différents horizons arpentent le lycée de Hartley High à Sydney, avec des problèmes liés aux drogues, à la sexualité, à la violence mais aussi le racisme. Dans ce contexte, Amerie va tenter de se faire réhabiliter après avoir révélé des secrets sur ses camarades.

## Distribution

### Acteurs principaux
- Ayesha Madon (VF : Lila Lacombe) : Amerie Wadia[2]
- James Majoos (en) (VF : Tom Trouffier) : Darren Rivers
- Chloe Hayden (en) (VF : Clotilde Verry) : Quinni Gallagher-Jones[3]
- Asher Yasbincek (en) (VF : Garance Thénault) : Harper McLean[4]
- Thomas Weatherall (en) (VF : Alexandre Nguyen) : Malakai Mitchell
- Will McDonald (VF : Erwan Tostain) : Douglas « Ca$h » Piggott
- Joshua Heuston (en) (VF : Gauthier Battoue) : Dustin « Dusty » Reid (saison 1 ; invité saison 2)
- Gemma Chua-Tran (VF : Elsa Davoine) : Sasha So
- Bryn Chapman-Parish (VF : Benjamin Pascal) : Spencer « Spider » White
- Sherry-Lee Watson (VF : Kaïna Blada) : Missy Beckett
- Brodie Townsend (VF : Anthony Carter) : Anthony « Ant » Vaughn
- Chika Ikogwe (VF : Corinne Wellong) : Josephine « Jojo » Obah
- Scott Major (en) (VF : Damien Ferrette) : Peter Rivers (de Hartley, cœurs à vif) (saison 1)
- Rachel House (VF : Sophie Riffont) : la principale Stacy « Woodsy » Woods
- Sam Rechner (en) : Rowan Callaghan (saison 2)
- Kartanya Maynard : Zoe Clarke (saison 2)
- Angus Sampson (VF : Jérémie Covillault): Timothy Voss (saison 2)

### Acteurs récurrents
- Tom Wilson : Michael Cooper aka Chook
- Maggie Dence (en) : Nan, la grand-mère de Ca$h
- Ben Oxenbould (en) : Justin McLean (saison 1)
- Justin Smith (en) : Jim (saison 1)
- Sandy Sharma : Huma Wadia (saison 1)
- Kye McMaster : Tilla (saison 1)
- Ari McCarthy : Jayden (saison 1)
- Stephen Hunter : le coach Arkell (saison 1)
- Natalie Tran (en) (VF : Lou Viguier) : Rhea Brown (saison 1)

### Invités de la série originale
- Isabella Gutierrez : Chaka Cardenes (saison 1, épisodes 1, 2 et 8)
- Jeremy Lindsay Taylor (en) : Kurt Peterson (saison 1, épisode 4)
- Lara Cox : Anita Scheppers (saison 2, épisode 3)

 Source et légende : version française (VF) sur RS Doublage

## Production
En décembre 2020, il est annoncé qu'un remake de la série Hartley, cœurs à vif est en développement. Il est précisé que Netflix a commandé huit épisodes, prévus pour courant 2022. La production est assurée par Fremantle Australia et NewBe. Netflix présente cette nouvelle version comme étant « totalement réimaginée pour une nouvelle génération ». Que Minh Luu, directrice des programmes originaux pour Netflix en Australie déclare : « Ce n'est pas seulement que Hartley, cœurs à vif était populaire, c'est que cela signifiait quelque chose. Et pour moi, étant un enfant des années 90, aimant la série, je pense que c'était la première fois que vous aviez l'impression qu'une série vous comprenait. Nous voulions puiser dans ce sentiment. »
La majorité des acteurs principaux est révélée en novembre 2021. Le tournage débute peu après à Sydney.
Le 19 octobre 2022, la série est renouvelée pour une deuxième saison.

## Épisodes

### Première saison (2022)
1. Grande carte, grosse pouffe (Map Bitch)
2. Les Tétons de la Renaissance (Renaissance Titties)
3. OKLM (Eetsway)
4. Pas touche (Rack Off)
5. Une sale mascotte (Bin Chicken)
6. Angeline (Angeline)
7. Shérif (The Sheriff)
8. Le Trois d'épée (Three of Swords)

### Deuxième saison (2024)
1. Taré à l'oiseau (Bird Psycho)
2. La guerre des sexes (SLTs vs C**LORDs)
3. Le trou des émotions (The Feelings Pit)
4. Cuisses écartées, cœurs brisés (Legs Open Hearts Broken)
5. Le roi des démons (The Demon King)
6. Des trucs de gamins (Just Kid $h*t)
7. La colère de VossT (The Grapes of Voss)
8. Les garçons ne pleurent pas (Boys Don't Cry)